# Kristina Albertus

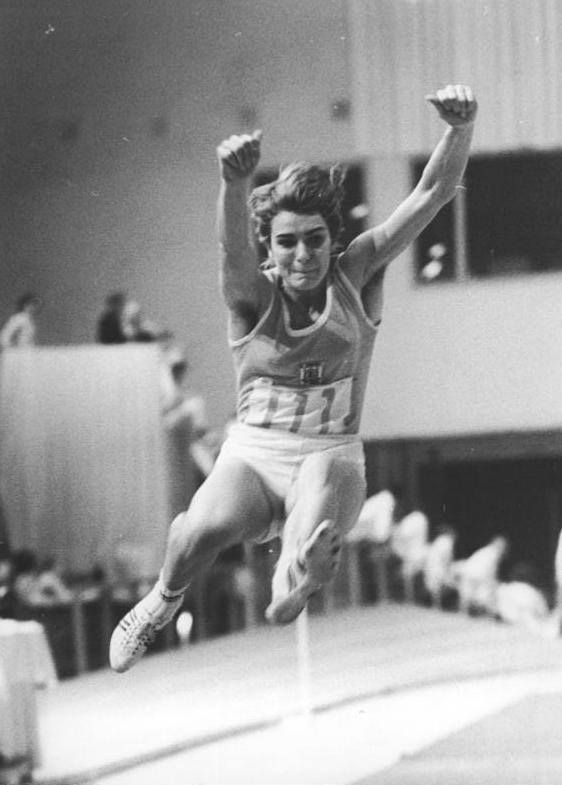
Kristina Albertus wird 1972 Hallenmeisterin der DDR im Weitsprung

Kristina Albertus (* 14. Oktober 1945 in Radebeul als Kristina Hauer) ist eine ehemalige Leichtathletin aus der Deutschen Demokratischen Republik (DDR). Sie gewann drei DDR-Meistertitel im Weitsprung.
Die Athletin vom SC Einheit Dresden startete bis 1969 unter ihrem Geburtsnamen. 1966 belegte sie in der Halle den dritten Platz bei den DDR-Meisterschaften. 1967 erreichte sie im Freien mit 6,16 m den zweiten Platz hinter Bärbel Löhnert, 1968 sprang sie erneut in der Halle und im Freien auf den dritten Platz. 1969 siegte sie in der Halle mit 6,05 m und im Freien mit 6,40 m. Bei den Europameisterschaften 1969 erreichte sie das Finale und sprang mit windunterstützten 6,19 m auf den achten Platz.
Nach einem dritten Platz bei den DDR-Freiluft-Meisterschaften 1971, gewann sie 1972 mit 6,46 m den Hallentitel. In der Freiluftsaison sprang Kristina Albertus mit 6,58 m persönliche Bestleistung und mit 6,46 m belegte sie bei den DDR-Meisterschaften den zweiten Platz hinter Angelika Liebsch. Bei den Olympischen Spielen 1972 in München gelang Kristina Albertus nur ein gültiger Sprung, mit 6,01 m schied sie in der Qualifikation aus. 1973 belegte Kristina Albertus bei den DDR-Meisterschaften sowohl in der Halle als auch im Freien jeweils den zweiten Platz hinter Angela Schmalfeld.
Nach ihrer Karriere war Kristina Albertus als Sportlehrerin an der TU Dresden tätig. Bei einer Körpergröße von 1,69 m betrug ihr Wettkampfgewicht 60 kg.